# Clidoderma asperrimum
Clidoderma asperrimum är en fiskart som först beskrevs av Temminck och Schlegel, 1846.  Clidoderma asperrimum ingår i släktet Clidoderma och familjen flundrefiskar. Inga underarter finns listade i Catalogue of Life.